# Indotipula subdilata
Indotipula subdilata är en tvåvingeart som först beskrevs av Alexander 1961.  Indotipula subdilata ingår i släktet Indotipula och familjen storharkrankar. Inga underarter finns listade i Catalogue of Life.